# Sara Bellodi
Sara Bellodi (Torino, 2 maggio 1982) è un'attrice e cantante italiana.
È nota soprattutto per il ruolo di Sara nel programma televisivo L'albero azzurro e quello di Anna nel film tv Non smettere di sognare.

## Biografia
Nasce a Torino il 2 maggio del 1982 da padre di Verona e madre di Cividale del Friuli. Ha una sorella di nome Manuela, danzatrice e direttrice della scuola Clan Màbon di Nichelino.
Dall'età di 4 anni frequenta la Scuola di Danza Bella Hutter diretta da Erika Hutter. Dall'età di 14 anni studia soprattutto recitazione nei corsi extrascolastici, a 17 anni alla scuola del Teatro Duomo compagnia Anna Bolens di Torino con Anna Marcelli. Conseguita la maturità presso il liceo artistico ad indirizzo scultura, frequenta per due anni il corso di scenografia cinematografica e televisiva all'Accademia Albertina delle Belle Arti, segue un seminario con Grażyna Długołęcka attrice di Jerzy Grotowsky. Nel 2003 viene ammessa alla scuola d'arte drammatica "Paolo Grassi" di Milano nel corso per attori di prosa, studiando fra gli altri con Cesare Lievi, Kuniaki Ida, Tatiana Olear, Carlo Boso. Diplomata con il massimo punteggio partecipa al seminario Le Jeu Masquè del Theatre du Soleil con Duccio Bellugi Vannuccini e a quello su Romeo e Giulietta con Maria Consagra, con Anton Milenin nel seminario Re Amleto.
Ha poi lavorato in numerosi spettacoli tra i quali, per il Teatro Nazionale di Fiume Ivan Zajç nell'opera per il sessantesimo anniversario della compagnia stabile italiana, il Dramma Italiano di Fiume da cui il titolo: Dramma Italiano/Kuća cvijeća koje leti di Edoardo Erba per la regia di Lorenzo Loris; lavora in All'asta di Renato Gabrielli regia di C. Origoni, Angelina di e con Dario D'Ambrosi del Teatro Patologico, Le morbinose di Carlo Goldoni regia di Paola Bigatto accanto a Enrico Bonavera, "Otello- un tango ancora ed è l'ultimo" regia di Massimo Navone,  in Fino in culo al mondo di Camilla Mattiuzzi premio SIAE per la regia dell'esordiente Pablo Solari, ne  La figlia del Papa nel ruolo di Lucrezia Borgia e in Una Callas dimenticata nel ruolo di Maria Callas, di e con Dario Fo , "In fuga dal senato" di Franca Rame, per il quale lavora anche come assistente pittrice e scenografa.
Dal 2008 al 2010 conduce la trasmissione L'albero azzurro, programma RAI rivolto ai bambini, in cui canta e balla con gli altri membri del cast. 
Ha curato la regia e interpretato il testo di Giulia Donelli Die beste Freundin - Amiche sante e puttane presso la compagnia Mamimò con la quale collabora dal 2011, traducendo molti dei testi delle canzoni e curando anche scene e costumi. 
Ha preso parte a numerosi progetti indipendenti fra cortometraggi, video art, performance con Antonio Lorenzo Falbo, Diego Scroppo, Tommaso Pitta, Paolo Chiambretto. Ha inoltre lavorato come modella per Cerruti 1881, Malìparmi, Sisley, in numerosi spot televisivi e come speaker.
Nel 2016 ha preso parte alla sperimentazione di un nuovo corso universitario dedicato ad un'utenza diversamente abile, primo al mondo: il Corso di Teatro Integrato dell'Emozione nato da un'idea di Dario D'Ambrosi, al quale si affianca nuovamente, e L'Università di Tor Vergata di Roma. La sua collaborazione come docente ha previsto l'insegnamento di Storia del Teatro, e l'assistenza ai docenti di scenografia e costumi: il premio David di Donatello e Nastro d'Argento, Francesco Bronzi (del quale contribuisce a curare le scene dell'allestimento del "Trip di Don Chisciotte" al Teatro Quirino), e il premio David di Donatello Nicoletta Taranta.
È attualmente parte della Compagnia Bamsemble con la regia di Jon Kellam (regista della Actor's Gang di Tim Robbins).

## Attrice

### Televisione
- L'albero azzurro, regia di Tiziana Pellerano - Programma tv - Rai 2 (2008-2010)
- Non smettere di sognare, regia Roberto Burchielli - film TV (2009)
- Camera Café, registi vari - Sit-com - Italia 1 (2010)
- Non smettere di sognare – Serie TV  episodio 1 (2011)
- Altri tempi, regia Marco Turco - Miniserie TV - (2012)

### Cinema/Videoart
- Una cura per l'anima, regia di Antonio Lorenzo Falbo - 2003
- Guardami negli occhi, regia di Antonio Lorenzo Falbo -2004
- Chiamata, regia Diego Scroppo - 2005
- Che idea nascere di marzo, regia Osvaldo Verri - 2006
- La via del peccato, regia Paolo Chiambretto - 2010
- Già domanimattina, regia Tommaso Pitta - 2011

### Teatro
- Die beste Freundin di Giulia Donelli (2012)
- Una Callas dimenticata di Dario Fo e Franca Rame nel ruolo di Maria Callas (2014)
- La figlia del Papa di Dario Fo nel ruolo di Lucrezia Borgia (2014)
- L'isola del tesoro di Emanuele Aldrovandi[3](2015)
- Angelina di e con Dario D'Ambrosi (2007)
- Dramma Italiano - Kuca cvijeca koie leti di Edoardo Erba (2006)